# Керівництво Осло
Керівництво Осло. Рекомендації щодо збору та аналізу даних стосовно інновацій (англ. Oslo Manual: Guidelines for Collecting and Interpreting Innovation Data) – основний методологічний інструмент Організації економічного співробітництва і розвитку (ОЕСР) у сфері інновацій, перш за все ключ до розуміння інноваційних процесів і пов’язаних з ним феноменів.

## Історія
Протягом 1980-х – 1990-х рр. поглибилось розуміння фундаментального значення інновацій для економічного зростання, розвитку країн та добробуту суспільства. Але, зазначене розуміння передбачало те, що перш, ніж формувати національну інноваційну політику, треба проаналізувати досконало вимірювані інновації. Було розроблено значну кількість моделей та підготовлено певну кількість аналітичних оглядів на цю тему.
Зазначене експериментування з обстеженнями інноваційної діяльності та інтерпретацією їх результатів, актуалізувало потребу у погодженому наборі концепцій і інструментів досліджень інноваційної діяльності, спрямованих на формування сучасної національної інноваційної політики, проведенні відповідних міжнародних порівнянь.
Перше видання Керівництва Осло з’явилося у 1992 році як своєрідний еталон масштабних обстежень, спрямованих на вивчення природи та впливу інновацій. У цьому виданні Керівництва Осло головна увага приділялася технологічним продуктовим та процесним інноваціям у промисловому виробництві.
Результати роботи з обстеженням інновацій на основі використання Керівництва Осло, спричинили подальші уточнення концепцій, визначень та методології, що обумовило появу у 1997 році видання його другої редакції.
Досвід подальшого використання Керівництва Осло призвели до зростання відчуття, що поза аналізом залишилася значна частина інновацій в секторі послуг, не охоплена домінуючою на той час концепцією технологічних продуктових і процесних інновацій. Виникло уявлення, що доцільно розширити поняття інновації, включивши до нього тва нови типи – маркетингову та організаційну інновації. Також поглибилось прагнення розглядати інновації у системному контексті, враховуючи інноваційні взаємозв’язки. Досвід попередніх обстежень дозволив уточнити існуючі концепції та прояснити методологічні проблеми, такі як вимір витрат і прибутків від інновацій і вдосконалення методів збору даних.
У 2005 році видано третю редакцію  Керівництва Осло, в якому зроблено спробу сформувати узгоджені показники, що репрезентативно та об’єктивно «вимірюють» інновації, забезпечуючи належні аналітичні інструменти для міжнародних порівнянь, формування національних інноваційних політик.
Керівництво (рекомендації) Осло (2018) враховує такі основні тенденції, як:
- всеохоплююча роль глобальних ланцюгів вартості;
- поява нових інформаційних технологій і як вони впливають на нові бізнес-моделі;
- зростаюче значення капіталу, що базується на знаннях;
- прогрес у розумінні інноваційних процесів та їх економічного впливу.

Її настанова спрямована на сприяння вимірюванню процесу цифрових трансформацій і, таким чином, підтримує цілі ініціативи OECD's Going Digital.
Посібник є міжнародним ресурсом, який користується внесками ЮНЕСКО, Світового банку та ряду регіональних банків розвитку, які, як і ОЕСР, твердо прихильні розробляти базу даних для підтримки інвестицій в інновації та сприяють економічному та соціальному розвитку. Керівництво (рекомендації) Осло (2018) підтримує оцінку Цілей сталого розвитку (ЦСР), проблеми, пов'язані із глобальним значенням - як це визначено G20 на саміті 2016 р. у м. Ханчжоу (Китай); і продовжує вдосконалювати системи вимірювань, щоб краще зафіксувати основні риси науки, технології та інновацій, як це зазначено в Декларації міністрів науки та інновацій у Тайчжоні (Корея) у 2015 році. Керівництво (рекомендації) Осло (2018)  передбачає спільну основу для вимірювання інновацій у більш загальному масштабі у всій економіці, в уряді, в некомерційних організаціях та у домогосподарствах. Це забезпечує шлях реалізації багатьох пропозицій, висунутих на Форумі ОЕСР Blue Sky, що відбувся в Генті (Бельгія) в 2016 році. Наприклад, включення нової глави в керівництво зосереджується на використанні інноваційних даних для побудови показників, проведення аналізу та оцінки.

## Завдання
Завдання Керівництва Осло — дати рекомендації зі збору та тлумаченню відомостей про інновації з метою застосування їх на практиці.
Зазначений збір відомостей про інновації, по-перше, вирішує зокрема завдання кращого розуміння інноваційного процесу та його відношення до економічного зростання.
По-друге формування масиву стандартних показників надає можливість робити порівняння між розвитком різних національних інноваційних систем та уявлення про продуктивність такої системи на національному рівні. Зазначене забезпечує інформацією проведення національної інноваційної політики.
Втрете, Керівництво Осло охоплює наступне предметне поле:
1. інноваційну діяльність тільки у приватному підприємницькому секторі;
2. інноваційну діяльність та інновації на рівні фірми;
3. чотири типи інновацій — продуктові, процесові, організаційні й маркетингові;
4. інновації аж до рівня «нове для фірми».

## Структура
Передмова
Розділ 1. Цілі і предмет Керівництва
Розділ 2. Теорія інновацій і потреби у вимірах
Розділ 3. Основні визначення
Розділ 4. Інституціональні класифікації
Розділ 5. Взаємозв’язки у інноваційному процесі
Розділ 6. Вимірювання інноваційної активності
Розділ 7. Цілі інноваційної діяльності, перешкоди і віддача
Розділ 8.  Процедури обстеження
Додаток А. Інноваційні обстеження у країнах, що розвиваються
Додаток В. Приклади інновацій
Керівництво (рекомендації) Осло (2018) включає: поняття для вимірювання інновацій; поняття та визначення для вимірювання ділової інновації; вимірювання ділової інноваційної діяльності та ділових можливостей для інновацій; вимірювання ділових можливостей для інновацій; ділові інновації та потоки знань; вимірювання зовнішніх чинників, що впливають на інновації в компаніях; цілі та підсумки бізнес інновацій; методи збору даних про інновації бізнесу; об'єктний метод інноваційного вимірювання; використання інноваційних даних для статистичних показників та аналізу; глосарій термінів.

## Керівництво Осло та інші міжнародні стандарти, пов’язані з вимірами науки, техніки і інновацій
Керівництво Осло є частиною низки (сім’ї) керівництв, які присвячені виміру та інтерпретації даних у сферах науки, техніки та інновацій. Враховуючи на динамічний розвиток концепцій розвитку зазначених сфер, самі керівництва постійно еволюціонують. 
До сім’ї керівництв, названих сім’єю керівництв Фраскаті включаються:
- Керівництво Фраскаті (Frascati Manual: Proposed Standard Practice for Surveys on Research and Experimental Development – OECD, 2002) – офіційні рекомендації, підготовлені ОЕСР з методологічними підходами до статистичних обстежень наукових досліджень і розробок. Керівництво Фраскаті є міжнародним стандартом в області статистики науки, яке надає рекомендації з формування і інтерпретації відповідних індикаторів, спрямованих у першу чергу на проведення міжнародних порівнянь;[2]
- Керівництво Осло;
- Керівництво з патентних індикаторів науки і технологій (Using Patent Data as Science and Technology Indikators – Patent Manual, OECD, GD 1994);[3]
- Керівництво Канберри (The Measurement of Human Resources Devoted to S&T – Canberra Manual, OECD/EU/Eurostat, GD 1995);[4]
- Керівництво з індикаторів інформаційного суспільства(A Guide for Information Society Measurement and Analyses – OECD, 2005);[5]
- Керівництво з статистики біотехнологій (A Framework for Biotechnology Statistics – OECD, 2005).[6]